# Lijst van voetbalinterlands Grenada - Puerto Rico
Deze lijst van voetbalinterlands is een overzicht van alle officiële voetbalwedstrijden tussen de nationale teams van Grenada en Puerto Rico. De landen speelden tot op heden acht keer tegen elkaar. De eerste ontmoeting was een kwalificatiewedstrijd voor de Caribbean Cup 1994 op 25 januari 1994 in Saint George's. Het laatste duel, een kwalificatiewedstrijd voor de CONCACAF Nations League 2019/20, vond plaats in Bayamón op 24 maart 2019.

## Wedstrijden
| № | Plaats         | Datum            | Competitie                                   | Wedstrijd             | Uitslag |
| - | -------------- | ---------------- | -------------------------------------------- | --------------------- | ------- |
| 1 | Saint George's | 25 januari 1994  | Caribbean Cup 1994 kwalificatie              | Puerto Rico − Grenada | 0 − 1   |
| 2 | Macoya         | 28 november 2004 | Caribbean Cup 2005 kwalificatie              | Puerto Rico − Grenada | 2 − 5   |
| 3 | Saint George's | 22 oktober 2010  | Caribbean Cup 2010 kwalificatie              | Grenada − Puerto Rico | 3 − 1   |
| 4 | Bayamón        | 7 september 2014 | Caribbean Cup 2014 kwalificatie              | Puerto Rico − Grenada | 2 − 2   |
| 5 | Bayamón        | 12 juni 2015     | WK 2018 kwalificatie                         | Puerto Rico − Grenada | 1 − 0   |
| 6 | Saint George's | 16 juni 2015     | WK 2018 kwalificatie                         | Grenada − Puerto Rico | 2 − 0   |
| 7 | Saint George's | 1 juni 2016      | Caribbean Cup 2017 kwalificatie              | Grenada − Puerto Rico | 3 − 3   |
| 8 | Bayamón        | 24 maart 2019    | CONCACAF Nations League 2019/20 kwalificatie | Puerto Rico − Grenada | 0 − 2   |

## Samenvatting
| Competitie                           | Totaal gespeeld | Winst Grenada | Gelijk | Winst Puerto Rico | Doelsaldo Grenada – Puerto Rico |
| ------------------------------------ | --------------- | ------------- | ------ | ----------------- | ------------------------------- |
| WK-kwalificatie                      | 2               | 1             | 0      | 1                 | 2 − 1                           |
| CONCACAF Nations League-kwalificatie | 1               | 1             | 0      | 0                 | 2 −                             |
| Caribbean Cup-kwalificatie           | 5               | 3             | 2      | 0                 | 14 − 8                          |
| Totaal                               | 8               | 5             | 2      | 1                 | 18 − 9                          |

GFA · A-internationals · Bondscoaches · Statistieken · Grenediaans vrouwenelftal · Olympisch elftal
1978 – 1989 · 
1990 – 1999 · 
2000 – 2009 · 
2010 – 2019 ·
2020 − 2029
CGC 2009 · 
CGC 2011 ·
CGC 2021
Amerikaanse Maagdeneilanden ·
Andorra ·
Anguilla ·
Antigua en Barbuda ·
Aruba ·
Barbados ·
Belize ·
Bermuda ·
Britse Maagdeneilanden ·
Costa Rica ·
Cuba ·
Curaçao ·
Dominica ·
El Salvador ·
Gibraltar ·
Guatemala ·
Guyana ·
Haïti ·
Honduras ·
Jamaica ·
Kaaimaneilanden ·
Montserrat ·
Nederlandse Antillen ·
Noorwegen ·
Panama ·
Puerto Rico ·
Qatar ·
Rusland ·
Saint Kitts en Nevis ·
Saint Lucia ·
Saint Vincent en de Grenadines ·
Suriname ·
Taiwan ·
Trinidad en Tobago ·
Verenigde Staten
FPF · 
A-internationals · 
Puerto Ricaans vrouwenelftal
1940 · 
1941 · 
1942 · 
1943–1945 · 
1946 · 
1947 · 
1948 · 
1949 · 
1950–1958 · 
1959 · 
1960–1961 · 
1962 · 
1963 · 
1964 · 
1965 · 
1966 · 
1967 · 
1968 · 
1969 · 
1970 · 
1971 · 
1972 · 
1973 · 
1974 · 
1975 · 
1976 · 
1977 · 
1978 · 
1979 · 
1980 · 
1981 · 
1982 · 
1983 · 
1984 · 
1985 · 
1986 · 
1987 · 
1988 · 
1989–1990 · 
1991 · 
1992 · 
1993 · 
1994 · 
1995 · 
1996 · 
1997 · 
1998 · 
1999 · 
2000 · 
2001 · 
2002 · 
2003 · 
2004 · 
2005 · 
2006–2007 · 
2008 · 
2009 · 
2010 · 
2011 · 
2012 · 
2013 · 
2014 · 
2015 · 
2016 ·
2017 ·
2018 ·
2019 ·
2020 ·
Anguilla ·
Antigua en Barbuda ·
Aruba ·
Bahama's ·
Barbados ·
Belize ·
Bermuda ·
Britse Maagdeneilanden ·
Canada ·
Colombia ·
Costa Rica ·
Cuba ·
Curaçao ·
Dominicaanse Republiek ·
El Salvador ·
Grenada ·
Guatemala ·
Guyana ·
Haïti ·
Honduras ·
India ·
Indonesië ·
Jamaica ·
Kaaimaneilanden ·
Nederlandse Antillen ·
Nicaragua ·
Panama ·
Saint Kitts en Nevis ·
Saint Lucia ·
Saint Vincent en de Grenadines ·
Spanje ·
Suriname ·
Trinidad en Tobago ·
Venezuela ·
Verenigde Staten